# Andrena dauma
Andrena dauma är en biart som beskrevs av Warncke 1969. Andrena dauma ingår i släktet sandbin, och familjen grävbin. Inga underarter finns listade i Catalogue of Life.